# عمارة بيزنطية

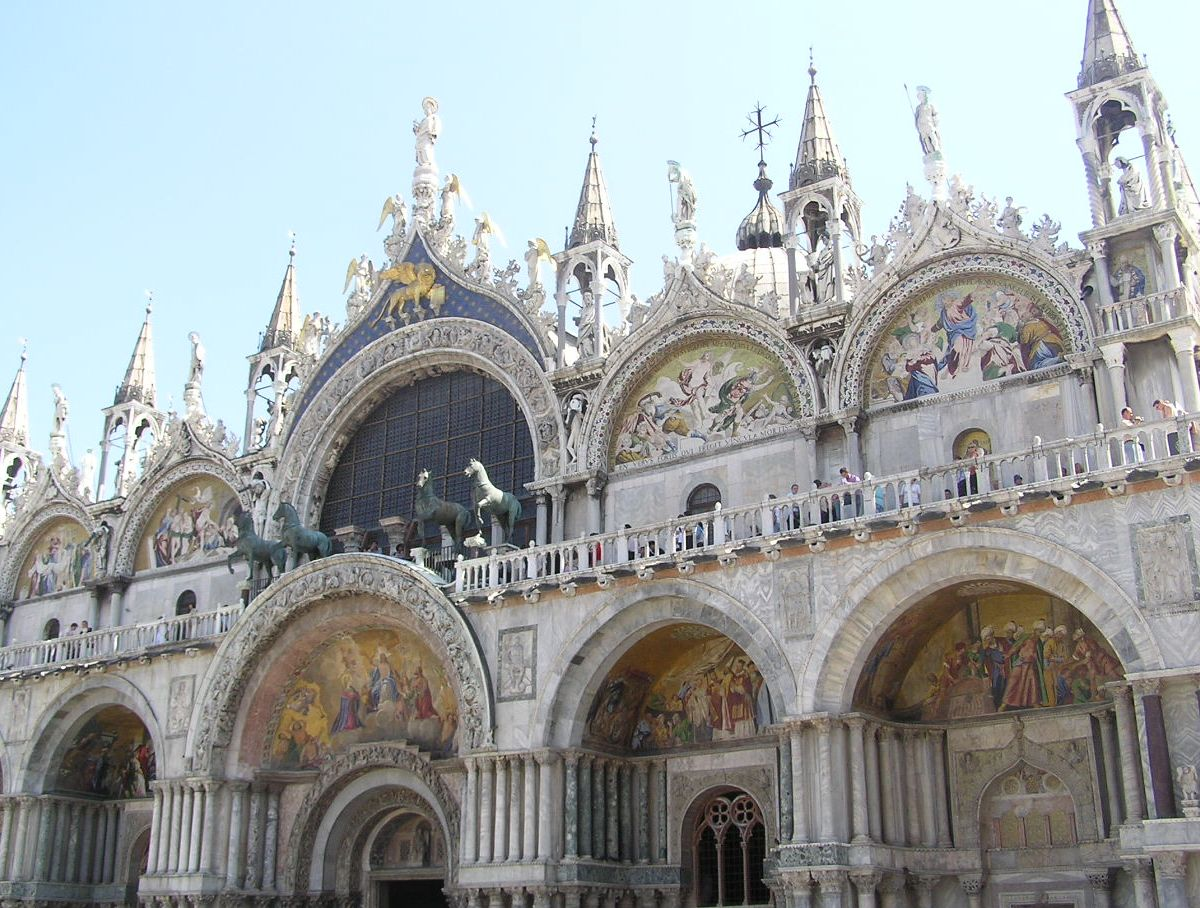
واجهة بازليكا سان مارك بإيطاليا

العمارة البيزنطية هي الفن المعماري في عصر فجر المسيحية حسبما أخذ مجال تطوره في «القسطنطينية» وفي الإمبراطورية البيزنطية ككل بعد تحول العاصمة الرومانية إلى القسطنطينية عام 324م؛ ولقد كانت أغراضه متشابهة تماما لأغراض العمارة الرومانية في فجر المسيحية ولقد اتخذت الإمبراطورية الغربية نظام المباني البازيليكية في بناء الكنائس. أما الإمبراطورية الشرقية فقد اتخذت نظام القباب الذي هو نتاج للتأثير الشرقي حيث أن القبة كانت هي المستعملة في التسقيف في العصور المتقدمة عند الفرس وغيرهم من ممالك الشرق. ويقع في القسطنطينية اليوم أروع ما نتجت عنهُ هذه الحقبة وهو آيا صوفيا الذي كان كنيسة ثم تحولت إلى مسجد ثم متحف ثم تحول مرة أخرى إلى مسجد علي يد الرئيس التركي رجب طيب أردوغان)

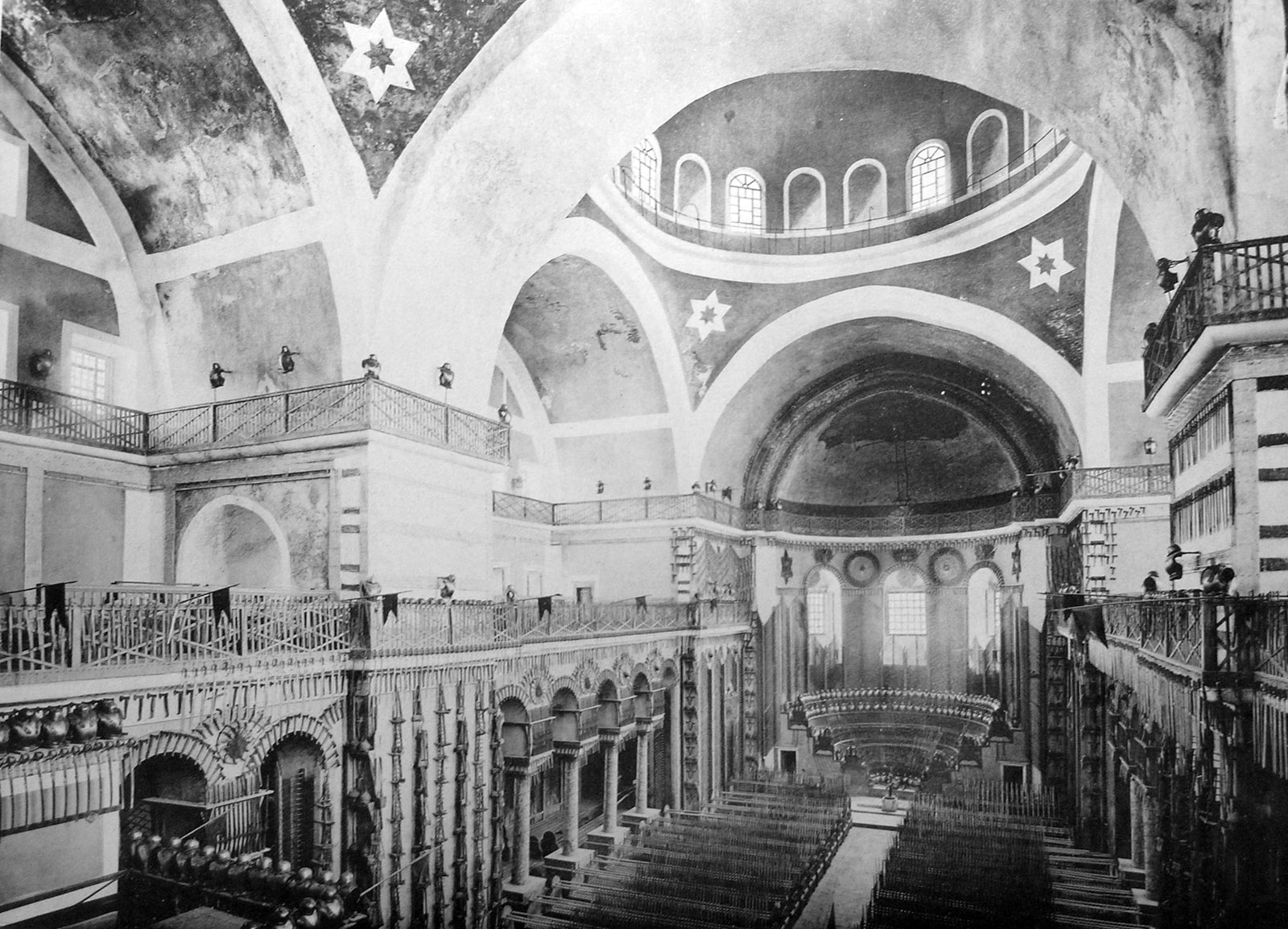
منظور داخلي لكنيسة آيا إيرين.

## مواد البناء المنتشرة في هذا العصر
حذا البنائون البيزنطيون حذو الرومان في طرق الإنشاء واستخدام مواد البناء، أي انهم استعملوا الطوب والخرسانة في الحوائط والأقبيه وغيرها وحتى الفخار فلقد استعملوه في القباب وذلك لخفته. اما الطوب فكان يستعمل لدرجه محدده إذ لم يكن استعماله بمثل الكثرة التي كان يستعمل بها في إيطاليا.
وكان الطوب يستعمل غالبا في بناء الحوائط الخارجية من مداميك على هيئة رباط لغرض زخرفى وليحل محل الحليات التي لم يكن لها وجود الا قليل وكان الطوب المستعمل كنظيره من الطوب الروماني تماما «أي من قطع كبيره رفيعة» وكان يبنى باستعمال المونة ولحاماتها متسعة.

## ملامح المساقط الأفقية والتصميم الداخلي
ولقد كانت القباب وما أدخل عليها من ابتكارات في أوضاعها وطرق انشائها هي أهم ما يميز عمارة ذلك العصر، وخاصة استعمال المثلثات الكروية pendentives لحمل تلك القباب على الصالات المربعة تحتها وذات الشبابيك الصغيرة في محيطها أو محيط ذلك الجزء الاسطوانى.
وعلى أثر ذلك تطور المسقط الأفقى للكنائس في ذلك العصر بما يتمشى مع استعمال القباب، فأصبح المسقط عبارة عن صحن مربع كبير فوقه القبة الرئيسية، وله أذرع أربعة تكون معه شكل صليب، وسقف كل من هذه الأذرع على شكل قبو أو نصف قبة، أما الأركان الاربعة المحصورة بين الصحن وتلك الاذرع فكانت أسقفها اما قباب صغيرة أو مصابات "grointed vaults". كما ميّزت الفتحات الدائرية في القباب والجدران هذا الطراز بشكل واضح (اُطلق عليها أوكولوس)، حيث استُخدمت بشكل واسع في سوريا وتركيا بالقرنين الخامس والسادس، ومجددًا في القرن العاشر.
وقد اشتهر المهندسون في ذلك العصر بالابداع والتفوق في التكوين المعمارى لهذه القباب مع بعضها من كبيرة وصغيرة ونصف قباب، مما جعلها فريدة من نوعها على مر الزمن. وأهم ما يلاحظ أيضا أن أبراج الأجراس للكنائس لم تظهر في هذه المنشئات في ذلك العصر.
أما من حبث الوجهات الخارجية لتلك الكنائس، فقد كانت بسيطة قوية معبرة، ذات صف واحد أوأكثر من الشبابيك الصغيرة لإنارة الأجنحة الصغيرة حول الصحن الكبير والشرفات الداخلية أعلاها والتي أخذ استعمالها في الانتشار.وأما من حيث التفاصيل المعمارية الداخلية فكانت أقرب ما تكون لتفاصيل العمارة الرومانية، وأساسها الطراز الأيونى والطرازين الكورنثى والمركب، وذلك بعد إدخال عدة تعديلات على هذا الطراز بما يتناسب والطراز الجديد.وأهم هذه الابتكارات والمستحدثات في هذا الشأن، هو ما ظهر من انبعاج تيجانها إلى الخارج، ووضع جلسة مربعة أعلا هذه التيجان مباشرة، وذلك لتحسين حمل العقد الذي يبتدئ من هذا المنسوب مباشرة وبدون استعمال التكنة الرومانية المعتادة، وكذا استدارة سوك هذه العقود لاستمرار عمل الموزابيك على بطنياتها، كالتي يتم عملها على الحوائط الرأسية تماما.

## العوامل الطبيعية التي اثرت علي الطراز البيزنطي

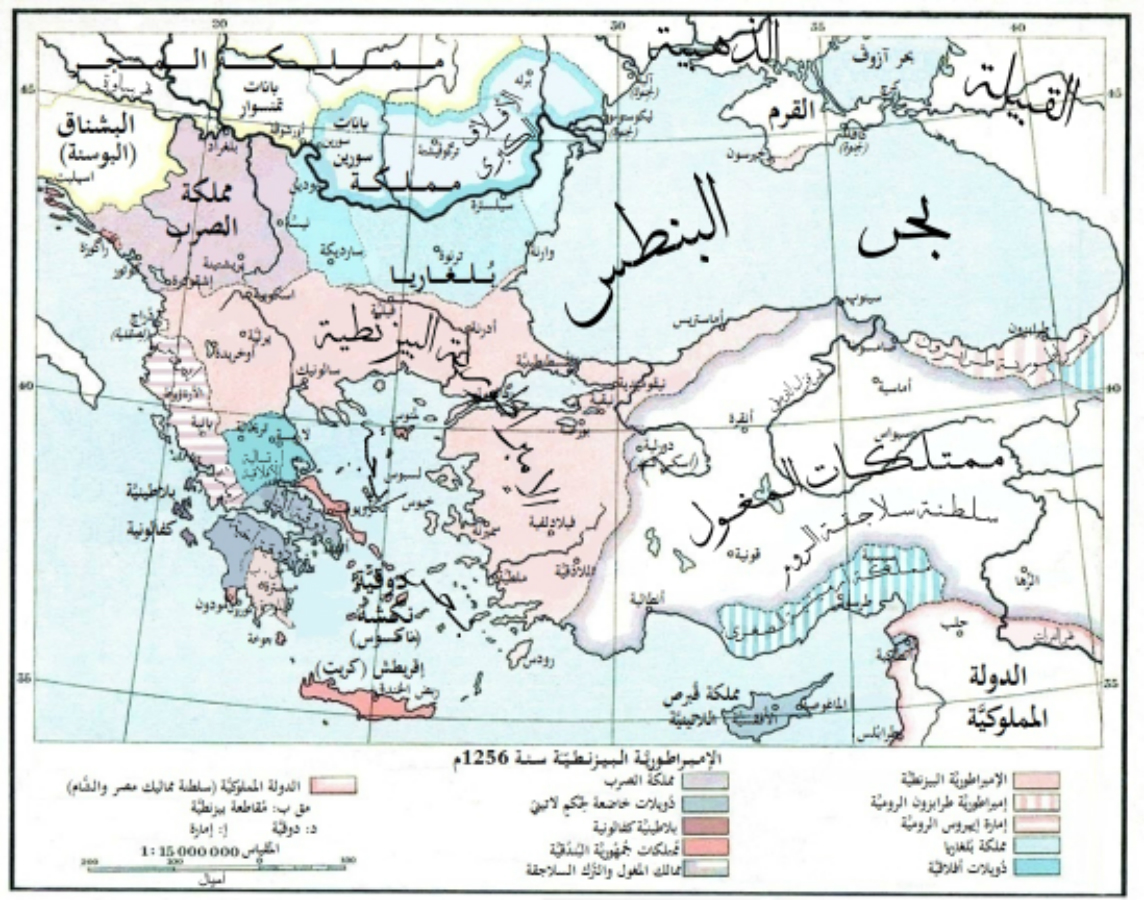
خريطة توضح موقع الامبراطورية البيزنطية

### من الناحية الجغرافية
كانت العاصمة هي بيزنطية وسميت بعد ذلك بالقسطنطينيه أو إسطنبول وكانت أحيانا تسمى روما الجديدة حيث كانت القسطنطينية عاصمة الإمبراطورية الرومانية عام 330م، ونجد أن بيزنطة ه تقع على سبع هضاب وكانت أيضا تقع على ملتقى طريقين رئيسيين للتجارة: وهما «الطريق المائي وهو طريق البحر الأسود والبحر الأبيض المتوسط» و «الطريق التجاري الواصل بين أوروبا وآسيا» ولذلك تحكمت بيزنطة في التجارة. وعلى ذلك نرى أن الفن البيزنطي غزا الإمبراطورية الرومانية الشرقية، وحمله التجار إلى اليونان وسوريا وآسيا الصغرى وروسيا حتى المناطق الواقعة غرب البحر الأبيض المتوسط مثل فينسيا ورافينا وغيرها، وكان لهذا الفن البيزنطي تأثير كبير على العمارة في هذه المناطق المختلفة حيث لعب الموقع الجغرافي دورا هاما في هذا الشأن.

### من الناحية الجيولوجية
إن الحجر كمادة أساسية من مواد البناء، لم يكن موجوداً في هذه المنطقة مثل الطمي الذي استعمل في عمل الطوب أو الأسمنت في الخرسانة، وعلى ذلك فكان لابد من استيراد تلك المواد الهامة المطلوبة لإقامة المباني التذكارية على وجه الخصوص فكان يستورد الرخام مثلا من المحاجر التي تقع في منطقة حوض البحر الأبيض المتوسط الشرقية بالنسبة إلى القسطنطينية، ولذلك نجد أن العمارة البيزنطية تأثرت كثيرا بتلك الأحجار الضخمة التي كانت تبنى بها المباني التذكارية والتي كانت تستخرج من تلك البلاد.

### من الناحية المناخية
لم يغفل الرومان ظروف عوامل بلادهم الجوية، تلك البلاد الشرقية ذات الجو الحار نسبياً القليل الأمطار إلى أوروبا، وعلى ذلك ظهرت تلك العوامل واضحة على مبانيهم وفي فنونهم متأثرة بالنسبة لهذه الظروف المناخية، ومن ثم ابتكرت طرق معمارية وطرز خاصة وتأثرت بها مبانيهم. فمثلا نجد الأسطح المستوية مشتركة معا مع القباب ذات الطابق الشرقي الأصيل، والفتحات الصغيرة الضيقة للشبابيك المرتفعة نسبيا عن منسوب الأرضية، وتلك الحوائط غير المنكسرة، والعقود المتكررة التي تحيط بالأفنية الداخلية، كل هذه العوامل كونت الخواص المعمارية لهذا الطراز البيزنطى. والتي تعتبر من أهم الصفات والمعالم المميزة للعمارة البيزنطية.

### من الناحية الدينية
ثبتت القسطنطينية دعائم المسيحية واعتبرت الدين المسيحي هو الدين الرسمي للامبراطورية الرومانية عام 323م. وعلى ذلك كان الطراز البيزنطى في العمارة هو التعبير الرسمي للأبنية العامة والكنائس والأديرة ولكن سرعان ما دب الخلاف بين المسؤولين في الكنيسة، وخاصة حينما بدأ يظهر ذلك الانقسام السياسى بين الشرق والغرب في الإمبراطورية الرومانية. وكانت الكنيسة الغربية تزعم أن «الروح تتقدم وتنبع من الأب والابن» بينما الكنيسة في الشرق تقول «أن الروح تتقدم وتسير مع الأب فقط» (هذا تبعا لعقائد المسيحية الموجودة) ونشأ عن هذه الخلافات المذهبية أن غادر البلاد بعض الفنانين والمهندسين الأغريق، ورحلوا إلى إيطاليا ليزاولو أعمالهم وفنهم المتحرر، ولهذا السبب نجد أن العمارة البيزنطية في الشرق خالية من التماثيل المعبرة واللوحات الزيتية عكس الطراز البيزنطى في الغرب الذي تميز بهذهِ العناصر المعبرة من تماثيل ولوحات زيتية ذات الألوان الزاهية الجميلة.

### من الناحيتين الاجتماعية والتاريخية
تعتبر بيزنطية من الناحية الاجتماعية مقر الحكم السياسي والديني والعسكري عام 234م، نظرا لموقعها المتوسط بالنسبة للامبراطورية الرومانية، ولكن نظرا لأن أهل هذه المدينة في ذلك الحين كانوا محدودي الذكاء، ومشهورين بالكسل والشراسة، فكان لهذا التغيير، وهو انتقال العاصمة والحكم إلى القسطنطينية، أثر فعال وسريع في تدهور الإمبراطورية الرومانية. لقد كانت بيزنطية مدينة إغريقية قديمة، وعلى ذلك فالمبانى الحكومية التي أنشئت في ذلك الوقت بناها حرفيين أغارقة متأثرين بالروح والتقاليد الرومانية. ولذلك نجد أن القسطنطينية نفسها أنشئت غلى أسس وخطوط رومانية كلما سمحت المناطق الجبلية بذلك. فأنشت الفورم forum حول الشارع الرئيسى، وأنشئت كنيسة آيا صوفيا والقصر الامبراطوري ومجلس العلوم ودار القضاء وساحة العرض الكبرى والاحتفالات العامة والاستعراضات، حيث كانت الساحة تخصص أيضا لمحاكمة وإعدام المجرمين. كما أهتم الرومان اهتمام بالغا بمجارى المياه والحمامات ووسائل تخزين المياه، إما تحت سطح الأرض في مخازن خاصة أو في خزانات مرفوعة على عمد. وبمرور الأيام إتسعت المدينة وزاد عدد السكان، وانشئ الحائط العظيم ببوابته وأبراجه المشهورة الذي بناه تيودور الثاني عام 413م لحماية المدينة. ولكن خلف قسطنطين «الرجل القوى» أباطرة ضعفاء وانقسمت الإمبراطورية إلى عدة أقسام، بعد ذلك حكم جستنتيان البلاد للفترة 527-565م، وراعى الفن والعمارة، والذي استمر في عهده بإنشاء الكنائس ومنها كنيسة آيا صوفيا وكنائس أخرى مختلفة في المدينة وفي سوريا وفلسطين. وبعد ذلك دب الفساد في البلاد وانتهى الحكم الرومانى حينما سقطت المدينة في يد الأتراك العثمانيين عام 1453م على يد السلطان محمد الفاتح.

## معرض صور

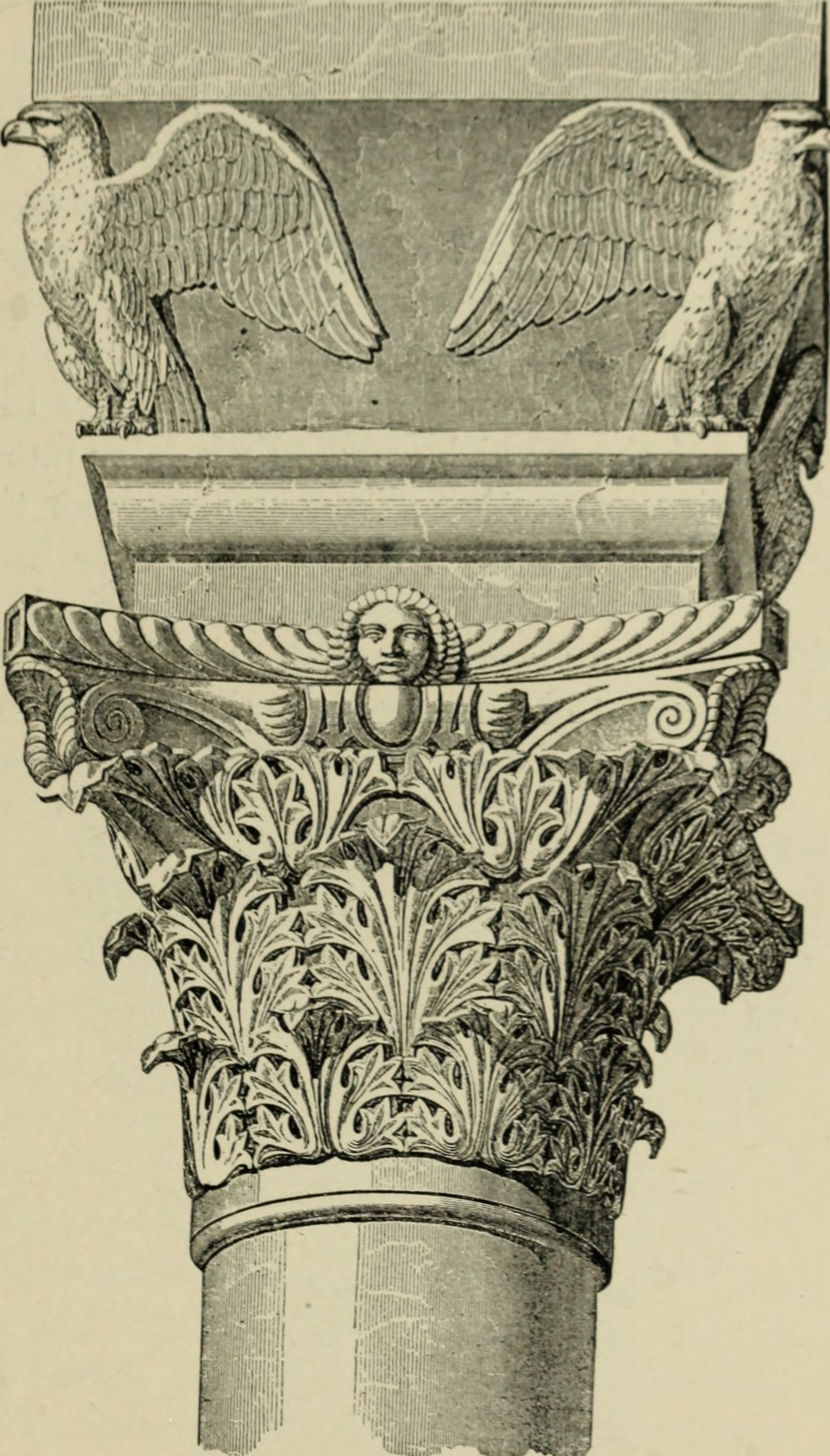
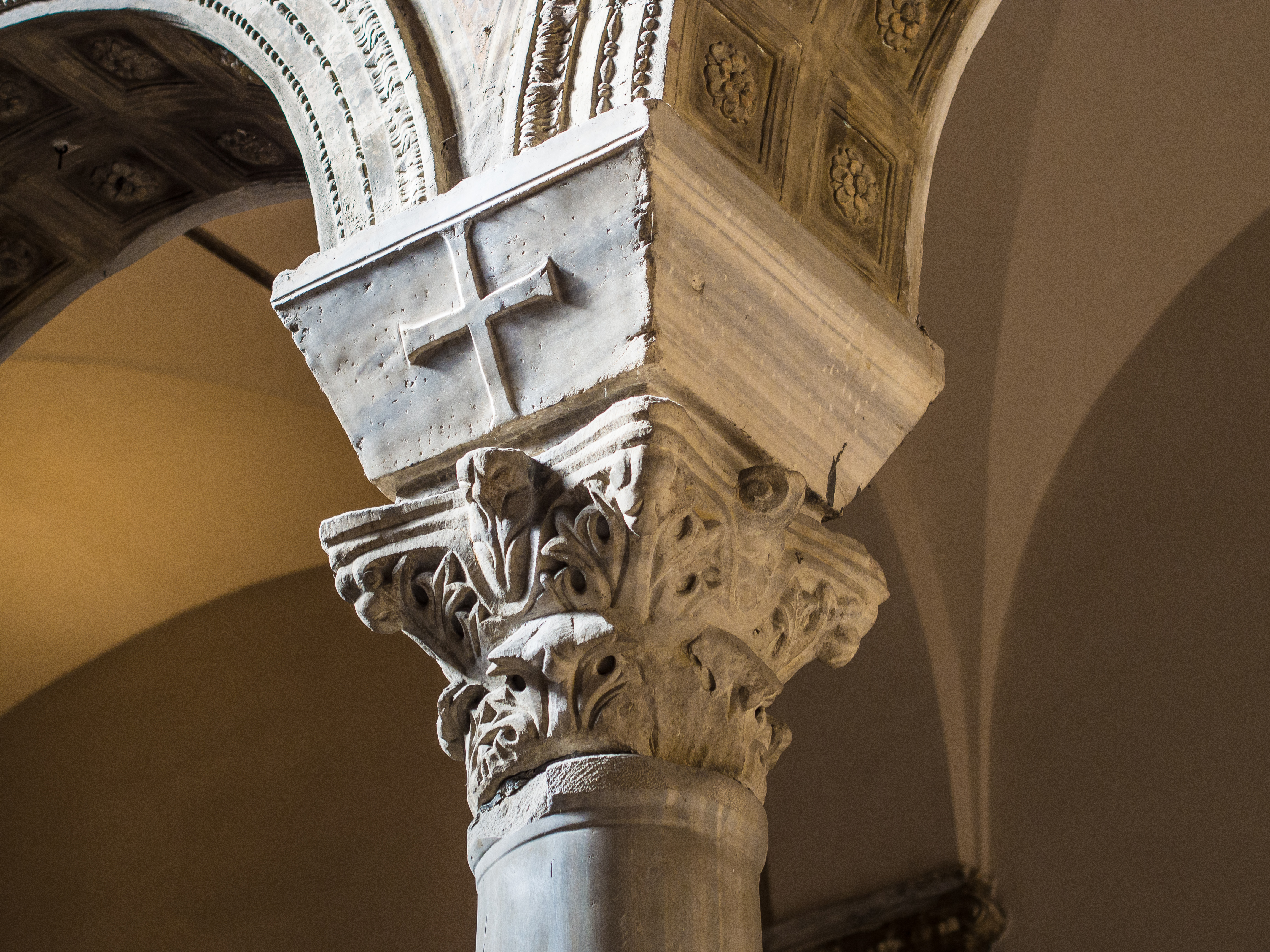
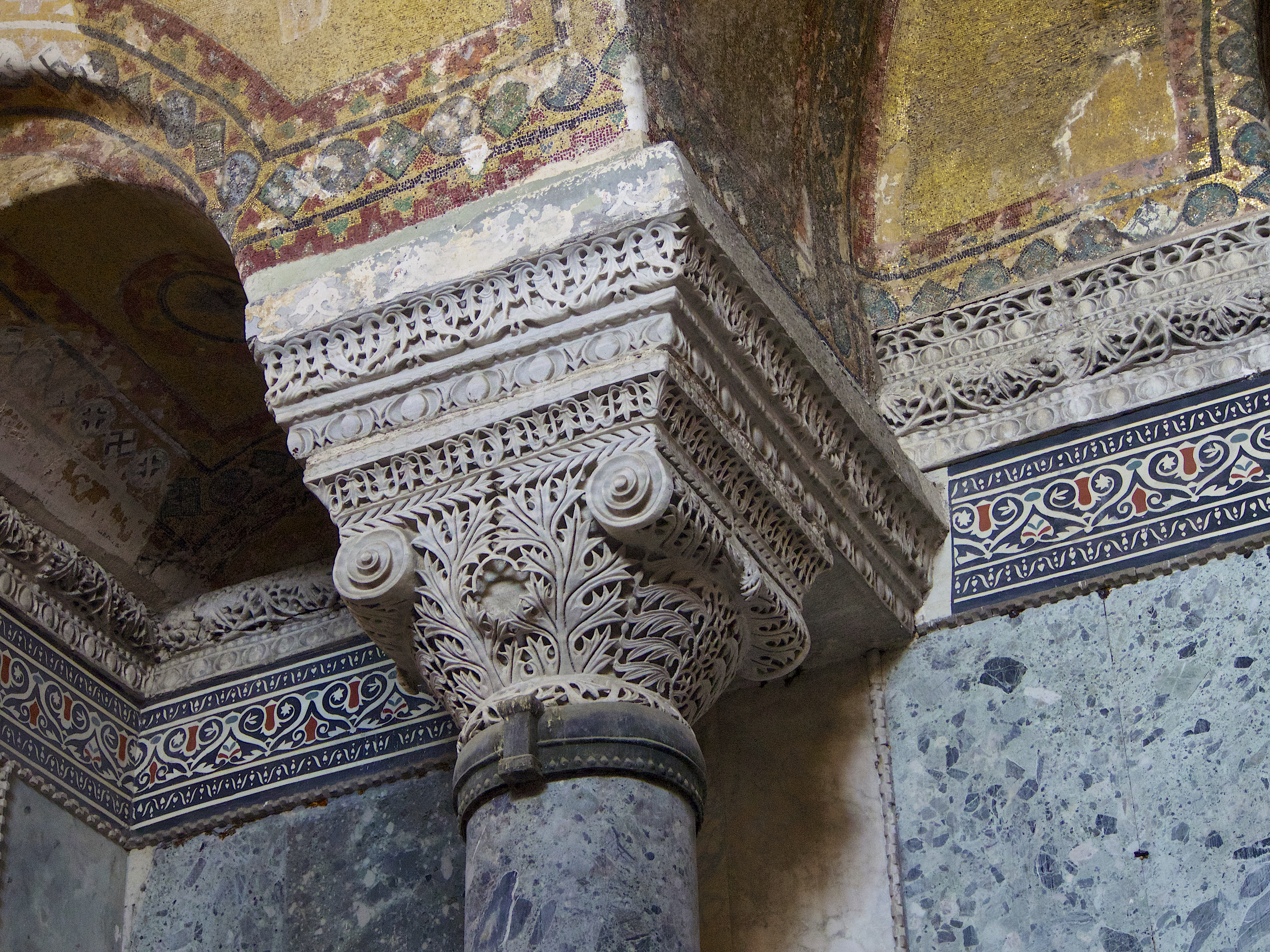
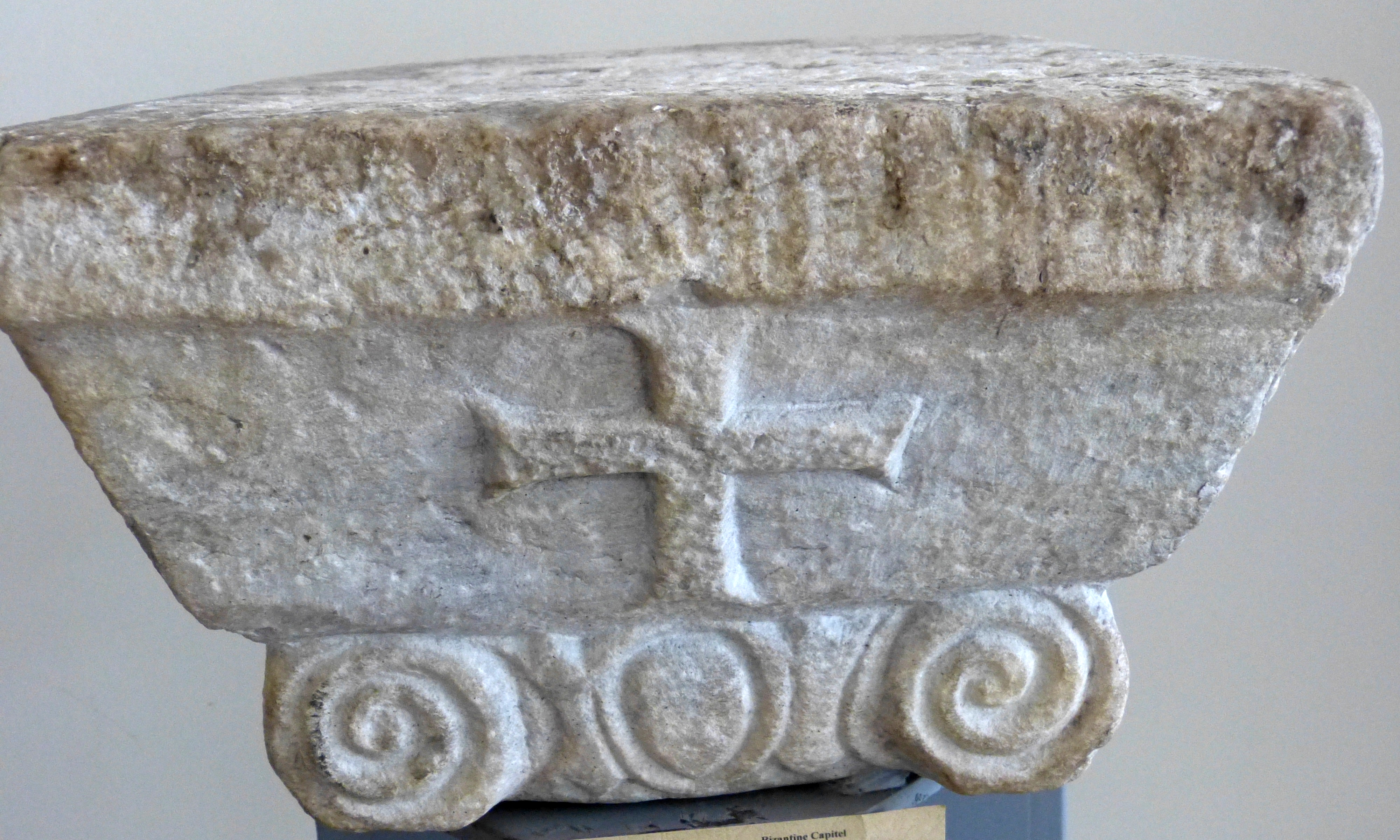

## وصلات خارجية
- العمارة البيزنطية في القسطنطنية (بالإنجليزية)